# Afbrudt samleje
Afbrudt samleje (lat. coitus interruptus) er en præventionsmetode, hvor manden trækker sin penis ud af kvindens skede inden han får udløsning. Udløsningen sker dermed udenfor skeden. Metoden er usikker, dels fordi det kan være svært for manden at få penis ud inden udløsning, og dels fordi der kan være sædceller i den præsperm som kommer ud af penis inden udløsning. Coitus reservatus kan indgå som en del af et afbrudt samleje.
Et slangudtryk for afbrudt samleje er "At stå af i Roskilde".